# Котов Василь Опанасович
Василь Опанасович Котов (30 липня 1885, місто Москва, тепер Російська Федерація — розстріляний 26 травня 1937, місто Москва, тепер Російська Федерація) — радянський партійний діяч, член Секретаріату Московського губернського комітету ВКП(б), відповідальний секретар Сокольницького районного комітету РКП(б) Москви. Член ВЦВК, ЦВК СРСР. Член ЦК ВКП(б) у 1925—1930 роках. Кандидат у члени Організаційного бюро ЦК ВКП(б) з 19 грудня 1927 по 26 червня 1930 року.

## Життєпис
Народився в родині працівника пошти (ямщика) в Москві (за деякими даними — в селі Дорохово Московської губернії). Закінчив трирічну земську початкову школу у Верейському повіті Московської губернії.
У тринадцятирічному віці осиротів, з того часу навчався в ковальсько-слюсарній майстерні в Москві. Працював робітником-слюсарем на фабриках Москви. У 1913 році обраний уповноваженим лікарняної каси хворих на фабриці Абрикосова.
Член РСДРП(б) з 1915 року.
У 1916 році заарештований, засуджений до адміністративного заслання в Ростов-на-Дону. У березні 1917 року амністований, брав участь у більшовицькій партійній роботі в Ростові-на-Дону.
У 1917 році повернувся до Москви, працював слюсарем вагоноремонтних майстерень Сокольницького району. У 1918—1919 роках — член військового комісаріату із організації загонів особливого призначення при Сокольницькому районному комітеті РКП(б) Москви.
У 1919—1921 роках — відповідальний організатор Сокольницького районного комітету РКП(б) Москви. З 25 лютого по 25 квітня 1921 року брав участь у придушенні Кронштадтського повстання.
У 1921—1925 роках — відповідальний секретар Сокольницького районного комітету РКП(б) Москви.
30 січня 1925 — 27 листопада 1928 року — член секретаріату (2-й секретар) Московського губернського комітету ВКП(б).
9 березня 1929 — серпень 1933 року — член колегії Народного комісаріату праці СРСР.
У березні 1929 — серпні 1933 року — начальник Центрального управління соціального страхування Народного комісаріату праці СРСР.
У 1933—1935 роках — завідувач Центрального бюро соціального страхування ВЦРПС.
У січні — вересні 1936 року — керуючий будівельного тресту «Держоброббуд» Народного комісаріату комунального господарства РРФСР.
19 вересня 1936 року заарештований органами НКВС. Засуджений Воєнною колегією Верховного суду СРСР 25 травня 1937 року до страти, розстріляний наступного дня. Похований на Донському цвинтарі Москви.
25 вересня 1958 року реабілітований, 7 лютого 1962 року посмертно поновлений у партії.